# Cymbopogon nervatus
Cymbopogon nervatus là một loài thực vật có hoa trong họ Hòa thảo. Loài này được (Hochst.) Chiov. mô tả khoa học đầu tiên năm 1909.